# جلاد (فیلم ۱۹۶۳)
جلاد (به اسپانیایی: El Verdugo) یک فیلم به کارگردانی لوئیس گارسیا برلانگا است که در سال ۱۹۶۳ منتشر شد. از بازیگران آن می‌توان به نینو مانفردی و گوئیدو آلبرتی اشاره کرد.